# Axel Fredrik Cronstedt

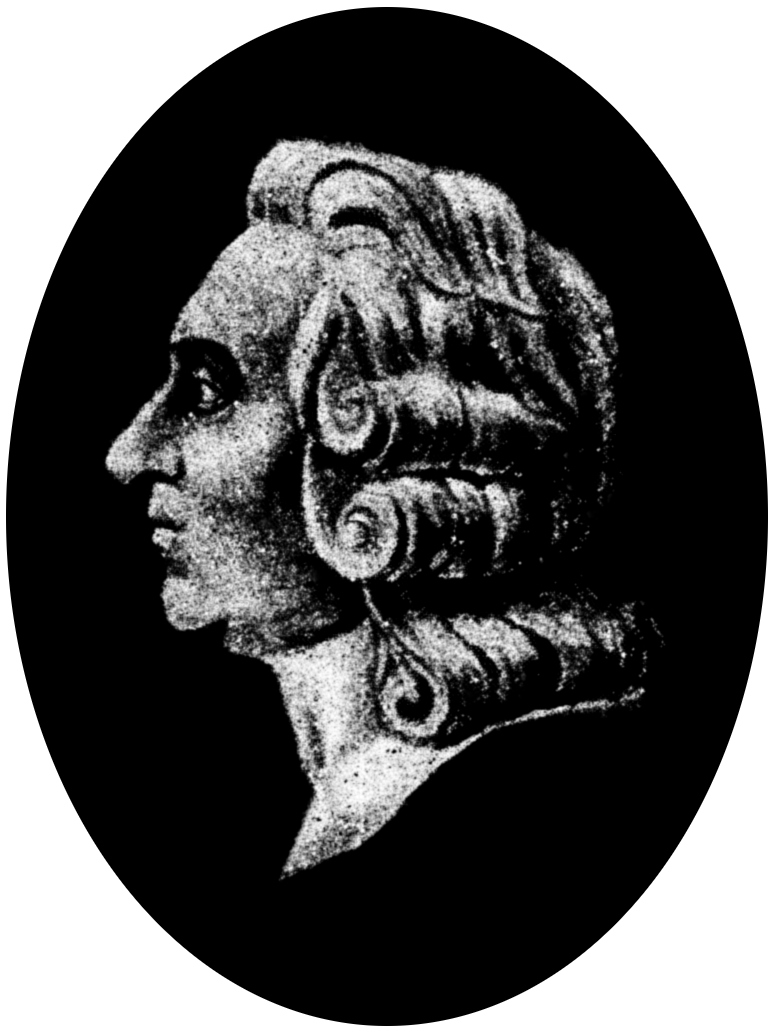
Axel Fredrik Cronstedt

Axel Fredrik Cronstedt (Ströpsta (Södermanland), 23 december 1722 – Stockholm, 19 augustus 1765) was een Zweeds mineraloog.
Hij ontdekte in 1751 het element nikkel bij analyse van erts uit een kopermijn in Loos. In 1821, dus na zijn dood, werd een mineraal cronstedtiet naar hem genoemd.
- Bibsys: 90810258
- Bibliothèque nationale de France: cb10584052w (data)
- Gemeinsame Normdatei: 116734485
- International Standard Name Identifier: 0000 0000 6629 6888
- Library of Congress Control Number: no91003460
- Nationale Bibliotheek van Tsjechië: mzk2009510499
- Nationale Bibliotheek van Israël: 987007428178505171
- Nederlandse Thesaurus van Auteursnamen: 40148744X
- Istituto Centrale per il Catalogo Unico: RMSV020530
- LIBRIS: 182510
- SNAC: w6bz688r
- Système universitaire de documentation: 223819190
- Virtual International Authority File: 29870658
- WorldCat: E39PBJwRXKCpcQ39HgywtcjBfq